# Michael Noonan
Michael Noonan (en irlandais: Micheál Ó Nuanáin), né le 21 mai 1943 à Limerick, est un homme politique irlandais, plusieurs fois ministre dans les gouvernements de Garret FitzGerald et John Bruton. Il est chef du parti Fine Gael et chef de l'Opposition de février 2001 à juin 2002. Il est ensuite ministre des Finances du gouvernement d'Enda Kenny.

## Début de carrière politique
Noonan fait ses études primaires et secondaires à Limerick. Il est ensuite étudiant au University College de Dublin, où il devient professeur. Il enseigne de nombreuses années au Crescent College de Limerick.

## Carrière politique

### Les débuts: élu local puis député
En 1974, il est élu au conseil du comté de Limerick, où il siège jusqu'en 1981. Aux élections législatives de juin 1981, il est élu député pour la circonscription de Limerick East, sur la liste de parti Fine Gael; il est constamment réélu depuis. Le Fine Gael, alors dans l'opposition, choisit Michael Noonan pour être son porte-parole sur les sujets relatifs à l'éducation.

### Ministre de Garret FitzGerald
Il n'est député que depuis 18 mois lorsque le Fine Gael remporte les élections législatives de décembre 1982 et renvoie dans l'opposition le parti Fianna Fáil. Garret FitzGerald, le chef du Fine Gael, devient Taoiseach (Premier ministre) et nomme Noonan ministre de la justice. Dès le 20 janvier 1983, celui-ci révèle les écoutes téléphoniques illégales de journalistes, réalisées par le gouvernement Fianna Fáil précédent. En 1986, il devient ministre de l'Industrie et du Commerce. Il y ajoute le portefeuille de l'Énergie lorsque le Parti travailliste quitte la coalition gouvernementale.

### De l'opposition au gouvernement de John Bruton
Lors des élections législatives de 1987, le Fine Gael perd la majorité au Dáil, et retourne dans l'opposition pour sept ans. Noonan est alors le porte-parole de son parti pour les finances, puis pour les transports, l'énergie et les communications.
En 1994, Noonan devient ministre de la Santé dans le gouvernement de coalition entre le Fine Gael, le Parti travailliste (Labour) et la Gauche démocratique (DL), dit « coalition Rainbow ». Ce ministère est alors impliqué dans un scandale relatif à la contamination de produits sanguins par le virus de l'hépatite C, ce qui n'empêche pas Noonan de rester ministre jusqu'aux élections de 1997. Lors de celles-ci, la coalition perd la majorité, et Noonan redevient porte-parole de l'opposition pour les finances. 

### L'échec à la tête du Fine Gael
En 2001, Michael Noonan et Jim Mitchell déposent au sein de leur parti une motion de défiance contre le chef du parti, John Bruton; l'adoption de cette motion fait de Noonan le chef du Fine Gael, et, par conséquent, le chef de l'Opposition. 
Lors des élections générales du 17 mai 2002, le Fine Gael obtient des résultats désastreux et passe de 54 à 31 députés. Noonan démissionne le soir même, et c'est Enda Kenny qui lui succède à la tête du parti. Noonan est réélu député (TD) en 2007. Trois ans plus tard, il est choisi par Kenny comme porte-parole pour les Finances.

### Le retour au gouvernement
À la suite de la victoire du Fine Gael aux élections générales anticipées du 25 février et à la formation d'une alliance avec les travaillistes, forte de 113 députés sur 166, Michael Noonan est nommé ministre des Finances le 9 mars suivant, dans le gouvernement par Enda Kenny.